# Dyomyx jonesi
Dyomyx jonesi is een vlinder uit de familie van de spinneruilen (Erebidae). De wetenschappelijke naam van de soort is voor het eerst geldig gepubliceerd in 1898 door Schaus.